# 653 (tal)
653 är det naturliga heltal som följer 652 och följs av 654.

## Matematiska egenskaper
- 653 är ett udda tal.
- 653 är ett primtal[1].
- 653 är ett defekt tal.
- 653 är ett glatt tal.

## Inom vetenskapen
- 653 Berenike, en asteroid.